# La casa delle donne
La casa delle donne è un film drammatico del 2003 diretto da Mimmo Mongelli e tratto dal romanzo omonimo di Maria Marcone.

## Trama
1919, le campagne intorno a Bari. Un ricco contadino, Rocco, ha tre concubine: le sorelle Checchina e Marietta e la serva Pasquina. Si forma una famiglia composita in cui, in molti casi, paternità e maternità risultano incerte. Dal rapporto fra Rocco e Checchina nascono Palma e Fedora (probabilmente figlie del bracciante Pasquale); da Rocco e Marietta nasce Guido (riconosciuto dal bracciante), da Pasquina nasce Giacinta (che viene riconosciuta da Checchina). Una volta in età da marito Fedora decide di sposarsi con un ragioniere e di trasferirsi a Bari per sfuggire a quel clima divenuto insostenibile. Ma ben presto il resto della famiglia decide di seguirla stabilendosi con lei in un palazzo al centro della città. Dopo alterne vicende che durano fino al 1980, si assisterà all'affermazione della 'generazione delle donne', che riusciranno a prendere il sopravvento sugli uomini della casa.

## Produzione
Il film, ambientato a Bari, è stato girato  a Conversano, Molfetta, Bisceglie, Noci e nella campagna barese.

## Distribuzione
Dopo aver ottenuto il visto di censura 97001 il film fu distribuito a partire dal giorno 15 maggio 2003.

## Accoglienza

### Critica
Il lungometraggio è stato recensito sul quotidiano Libero: "Piacerà a chi ama i film con tante storie, i racconti fiume, grossi debitori della narrativa ottocentesca."